# Mary S. Peake
Pour les articles homonymes, voir Peake.
Mary Smith Peake, née Mary Smith Kelsey (1823 - 22 février 1862), est une enseignante, une humanitaire et une membre de l'élite afro-américaine de Hampton, en Virginie aux États-Unis. Elle est surtout connue pour avoir créé une école pour les enfants d'anciens esclaves, à l'automne 1861, durant la guerre civile américaine, sous le nom de Chêne de l'émancipation, dans l'actuelle ville de Hampton, près de Fort Monroe. Première enseignante embauchée par l'American Missionary Association, elle est également associée à la fondation ultérieure de l'université de Hampton, en 1868.

## Biographie

### Jeunesse - Formation
Mary Smith Kelsey est née libre à Norfolk, en Virginie. Son père était un Anglais « de rang et de culture » et sa mère était une femme de couleur libre, décrite comme ayant la peau claire. Lorsque Mary a six ans, sa mère l'envoie à Alexandria (qui faisait alors partie du district de Columbia) pour qu'elle aille à l'école. Vivant avec sa tante Mary Paine, Mary Smith Kelsey y étudie pendant une dizaine d'années.
Le Congrès américain promulgue une loi interdisant aux personnes de couleur libres, du district de Columbia, de recevoir une éducation, comme c'était le cas en Virginie et dans plusieurs autres États du sud. C'était plusieurs années avant qu'Alexandrie ne soit rétrocédée à la Virginie en 1846. La nouvelle loi ferme toutes les écoles pour les noirs libres dans cette ville, comme cela s'était produit en Virginie après la révolte de Nat Turner, en 1831. 

### Carrière
En 1839, à seize ans, Mary Kelsey retourne vivre avec sa mère. Malgré le risque, elle apprend secrètement aux esclaves et aux Noirs libres à lire et à écrire, ce qui est interdit par la loi. Elle pense que l'éducation était importante pour la race.
En 1847, sa mère épouse Thompson Walker et la famille déménage à Hampton, où ils achètent une maison. Dans les années 1850, elle commence à enseigner secrètement aux Noirs américains esclaves et libres et elle fait partie des nombreuses femmes noires dont l'enseignement est, quelques années plus tard, officiellement réprimé par l'armée de l'Union au moment où les États-Unis entrent dans la guerre de Sécession.
Mary Kelsey y fonde une organisation caritative féminine, les Daughters of Zion, dont la mission est d'aider les pauvres et les malades. Elle se finance principalement par la couture et continue à enseigner en secret. Parmi ses élèves adultes, on trouve son beau-père Thompson Walker, qui est devenu encore plus un leader des Noirs à Hampton. En 1851, Mary Kelsey épouse Thomas Peake, un esclave affranchi qui travaille dans la marine marchande. Ils ont une fille nommée Hattie, qu'ils surnomment Daisy.

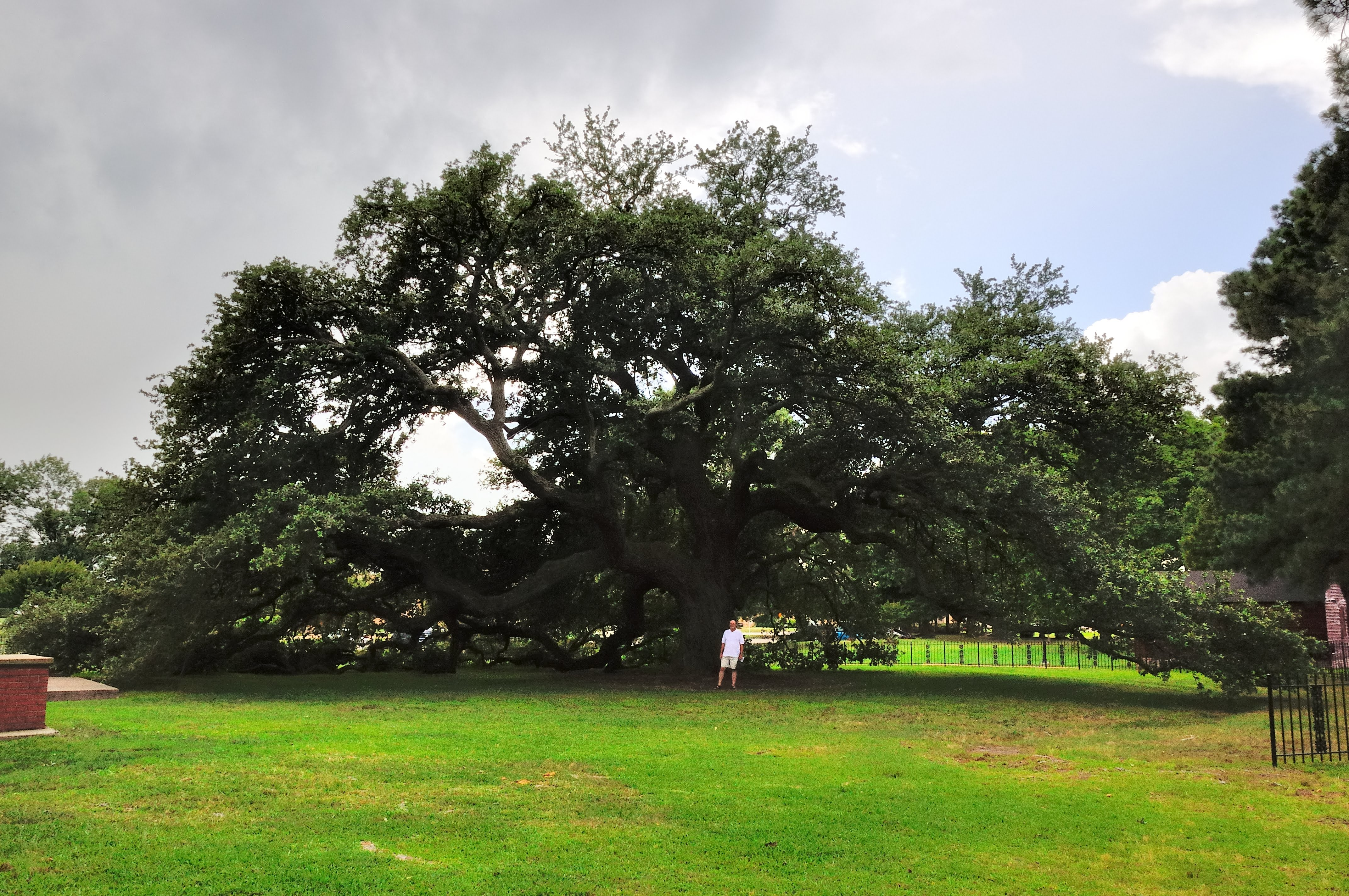
Le 17 septembre 1861, Mary Smith Peake donne les premiers cours à des enfants afro-américains sur le terrain de l'actuelle université de Hampton, sous ce qui est devenu le chêne de l'émancipation.

Pendant la guerre civile américaine (1861-1865), les forces de l'Union gardent le contrôle du fort Monroe, situé à proximité, qui devient un lieu de refuge pour les esclaves fugitifs, en quête d'asile. L'Union les définit comme des contrebandiers, un statut juridique destiné à empêcher leur renvoi vers des esclavagistes confédérés. Ils construisent le Grand Camp de Contrebande (en), près de Fort Monroe, mais en dehors de la protection de l'Union.
Mary Peake commence à enseigner aux enfants d'anciens esclaves et l'American Missionary Association lui verse un salaire et lui apporte son soutien en tant que première enseignante noire. Elle commence à enseigner à l'extérieur, le 17 septembre 1861 sous un grand chêne à Phoebus, une petite ville voisine du comté d'Elizabeth City. En 1863, la communauté de la péninsule de Virginie se réunit sous cet arbre pour entendre la première lecture, au Sud, de la Proclamation d'émancipation du président Abraham Lincoln, et il devient sous le nom de Chêne de l'émancipation.
Rapidement, l'American Missionary Association fournir à Mary S. Peake le Brown Cottage (en), longtemps considéré comme la première installation du Hampton Institute, qui devient plus tard de l'université de Hampton. Les enfants et les adultes étaient avides d'apprendre : l'école de Mary Peake accueillait plus de cinquante enfants le jour et vingt adultes le soir.
Bien que gravement malade, elle continue d'enseigner. Le 22 février 1862, jour de l'anniversaire de Washington, Mary S. Peake meurt de la tuberculose, qu'elle avait contractée avant la guerre.
L'historique chêne de l'émancipation se dresse encore près de l'entrée du campus de l'université de Hampton, dans ce qui est aujourd'hui la ville de Hampton. Il est désigné comme un monument historique national par le ministère de l'intérieur et comme l'un des dix grands arbres du monde par la National Geographic Society.

## Héritage et distinctions
- Le centre Mary Peake des écoles publiques de Hampton est nommé en son honneur.
- Le boulevard Mary Peake à Hampton a également été baptisé en son honneur.

### Source de la traduction
- (en) Cet article est partiellement ou en totalité issu de l’article de Wikipédia en anglais intitulé « Mary S. Peake » (voir la liste des auteurs).